# Cheon Seonran
Cheon Seonran (* 7. Juli 1993 in Incheon, Südkorea) ist eine südkoreanische Schriftstellerin. Cheon Seonran ist ein Pseudonym. Sie zählt zu den jungen, aufstrebenden Science-Fiction-Autorinnen Südkoreas.

## Leben
Cheon Seonran wurde 1993 in Incheon geboren und wuchs im Stadtteil Bupyeong auf. Dort erlebte sie immer wieder die Streiks der Arbeiter von GM Korea. Sie sagte, dadurch habe sie sich gefragt, wer vom technologischen Fortschritt eigentlich profitiert. Sie studierte Kreatives Schreiben an der Dankook University.
Cheon sagte, sie liest Wissenschaftsartikel als Inspiration für ihre Geschichten. Die leitet daraus ab, wie die Welt in der Zukunft aussehen könnte. Allerdings legt sie den Fokus nicht auf den technologischen Aspekt, sondern auf den Menschen und dessen Emotionen.
Cheon begann ihre Karriere mit der Veröffentlichung ihres postapokalyptischen Romans A Broken Bridge (무너진 다리) im September 2019. In dem Roman kommt es durch einen Raketenunfall zu einem nuklearen Holocaust in Nordamerika. Androiden werden daraufhin entsendet, um das Gebiet zu dekontaminieren. Die Hauptfigur ist der ehemalige Astronom Ain, der seinen Körper bei einem Unfall verlor und dessen Gehirn in einen Androiden verpflanzt wurde.
Ihre Kurzgeschichtensammlung Eotteon Muljil-ui Sarang enthält Kurzgeschichten, die sie zuvor auf der Website BritG (Brilliant tales G, 브릿G) publiziert hat.
Für ihren Roman Tausend Arten von Blau (천 개의 파랑 Cheon Gae-ui Parang) wurde sie mit dem Korea Science Fiction Award ausgezeichnet. Der Roman handelt von einem Rennpferd, dass eingeschläfert werden soll, einem kaputten Reiter-Roboter und einer Mutter mit zwei Töchtern, die sich mit ihnen anfreunden. Cheon wollte damit eine Geschichte schreiben, in der die Figuren gegen die große Welt einen Sieg erringen.
2020 gewann sie mit ihrer Kurzgeschichte Surf Beat (서프비트) den Super Minority Hero Contest von.
2021 veröffentlichte sie den Jugendroman Nain (Nine).
Zu Cheons Hauptthemen zählen Umweltschäden und das Sterben der Arten. Sie folgt keinen Genre-Konventionen. Sie möchte weiterhin Science-Fiction-Romane schreiben, ist aber auch an Thrillern und historischen Geschichten interessiert.
Sie ist Mitglied der Science Fiction Writers Union of the Republic of Korea (SFWUK).

## Werke

### Romane
- 2019: A Broken Bridge (무너진 다리 Muneojin Dari)
- 2020: Cheon Gae-ui Parang (천 개의 파랑)
  - 2023: auf Deutsch als Tausend Arten von Blau. Übersetzung von Jan Henrik Dirks. Golkonda Verlag.
- 2021: Nain (Nine, 나인)
- 2022: Rang-gwa Na-ui Samak (랑과 나의 사막)

### Kurzgeschichtensammlungen
- 2020: Eotteon Muljil-ui Sarang (어떤 물질의 사랑)
- 2021: Bame Chajaoneun Guwonja (밤에 찾아오는 구원자)
- 2022: No Land (노랜드)

## Auszeichnungen
- 2019: Korea Science Fiction Award für Cheon Gae-ui Parang (제4회 한국과학문학상 장편소설부문 대상 "천 개의 파랑")[4]
- 2020: SF Award für A Broken Bridge (제7회 SF어워드 장편부문 우수상 "무너진 다리")[4]
- 2022: SF Award für Nain[5]